# Kerman (stad)
Kerman of Kirman (Perzisch: کرمان ) is een stad in Iran. Het is de hoofdstad van de provincie Kermān. De stad is gelegen in het zuidoosten van Iran en heeft een bevolking van 534.000 personen (in 2011).
Kerman werd bezocht door Marco Polo, die van hieruit naar het noorden trok.
De VOC had in Kermān een handelspost.